# یان-گرگور کرمپ
یان-گرگور کرمپ (آلمانی: Jan-Gregor Kremp؛ زادهٔ ۳۰ سپتامبر ۱۹۶۲) بازیگر اهل آلمان است. او در منهایم آم راین زاده شد اما در لورکوزن شد و با همسرش از طرفداران باشگاه فوتبال بایر لورکوزن و عضو افتخاری این باشگاه هستند.
از فیلم‌ها یا مجموعه‌های تلویزیونی که وی در آن‌ها نقش داشته است، می‌توان به تفنگدار و هتل هوس اشاره نمود.